# نادي برشلونة لكرة القدم داخل الصالات
نادي برشلونة لكرة القدم داخل الصالات فريق يمارس كرة القدم الخماسية يتبع نادي برشلونة تم تأسيس الفريق عام 1978 وتوقف عام 1982، لكن عاد الفريق نشاطة بانتظام اعتبارا من عام 1986، يشارك النادي في بطولات محلية داخل إسبانيا، ملعب النادي قاعة بالاو بلوجرانا التابعة لنادي برشلونة والتي تتسع لأكثر من 8000 متفرج، يحمل النادي لقب بطولة الدوري الإسباني بعد حصولة على المركز الأول الموسم 2010/ 2011.